# Тедениус, Кнут Фредрик
Кнут Фредрик Тедениус (Knut Fredrik Thedenius, 1814—1894) — шведский ботаник.

## Биография
Выдержав 1840 году экзамен на аптекаря, он содержал аптеку в Стокгольме до 1858 года. В 1852 году он был назначен учителем в Стокгольмскую гимназию, а в 1858 году адъюнктом и в следующем году лектором ботаники в Стокгольмской высшей школе, каковое место занимал до 1888 года. Главнейшие из его работ, касающихся главным образом изучения флоры Швеции, следующие: «Bidrag till Kännedom af Najas marina» (K. Vetensk. Akadem. Handling., 1837); «Botaniska excursioner i Stockohlms trakten» (Стокг., 1859); «Svensk Skol-Botanik» (ib.1861, с 60 табл.); «Flora öfver Uplands och Sodermanlands fanerogamer och bräkenartade växter» (ib., 1871). 

## Эпонимы
В честь Тедениуса назван род мхов Thedenia.